# Comté de Pitkin
Pour les articles homonymes, voir Pitkin.
Le comté de Pitkin est un comté du Colorado. Son chef-lieu est Aspen. Les autres municipalités du comté sont Basalt et Snowmass Village.
Créé en 1881, le comté est nommé en l'honneur de Frederick Walker Pitkin (en), alors gouverneur du Colorado.

## Démographie
| 1890  | 1900  | 1910  | 1920  | 1930  | 1940  |
| ----- | ----- | ----- | ----- | ----- | ----- |
| 8 929 | 7 020 | 4 566 | 2 707 | 1 770 | 1 836 |

| 1950  | 1960  | 1970  | 1980   | 1990   | 2000   |
| ----- | ----- | ----- | ------ | ------ | ------ |
| 1 643 | 2 381 | 6 185 | 10 338 | 12 661 | 14 872 |

| 2010   | - | - | - | - | - |
| ------ | - | - | - | - | - |
| 17 148 | - | - | - | - | - |

## Photos

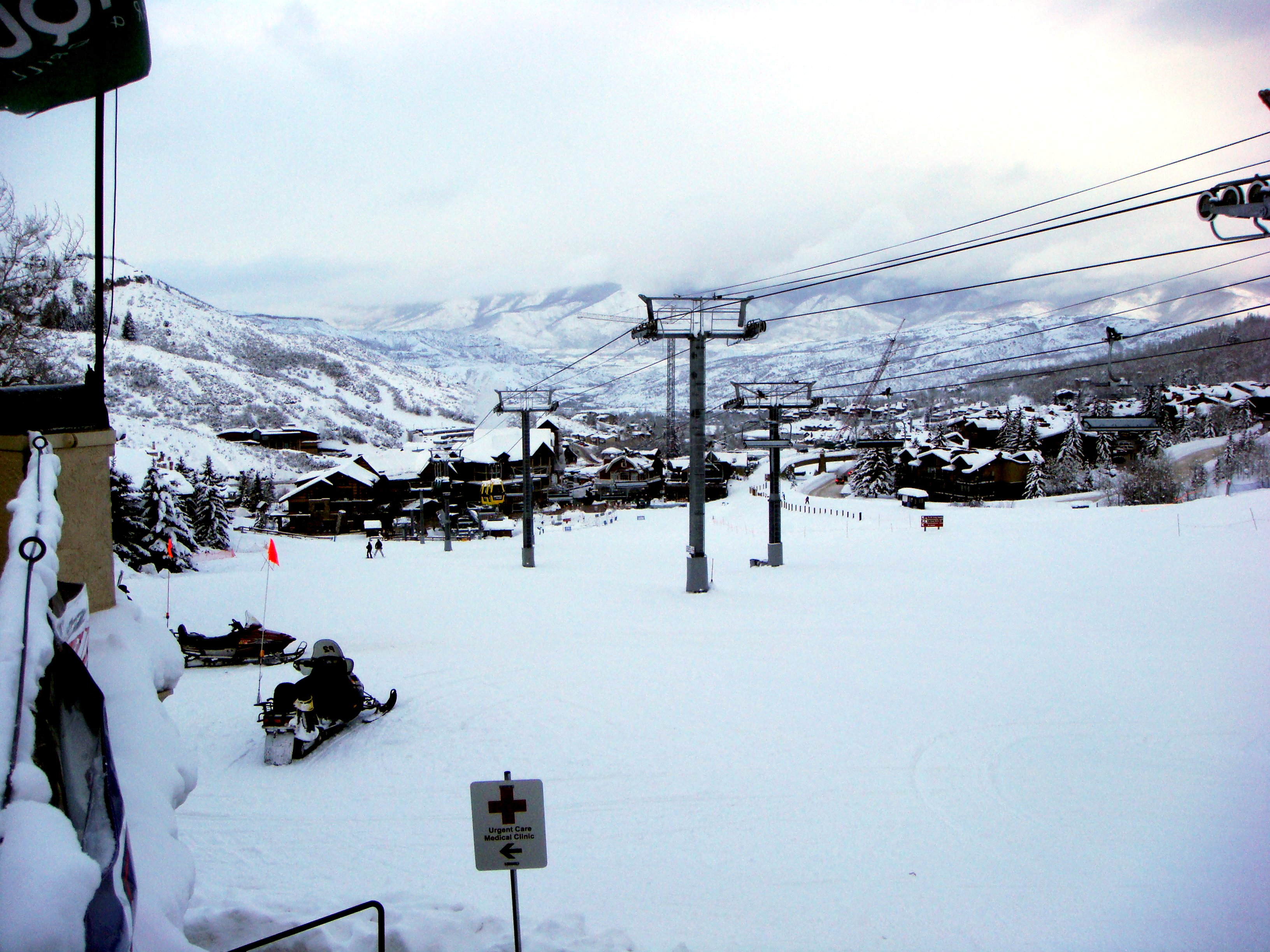
Snowmass Village.
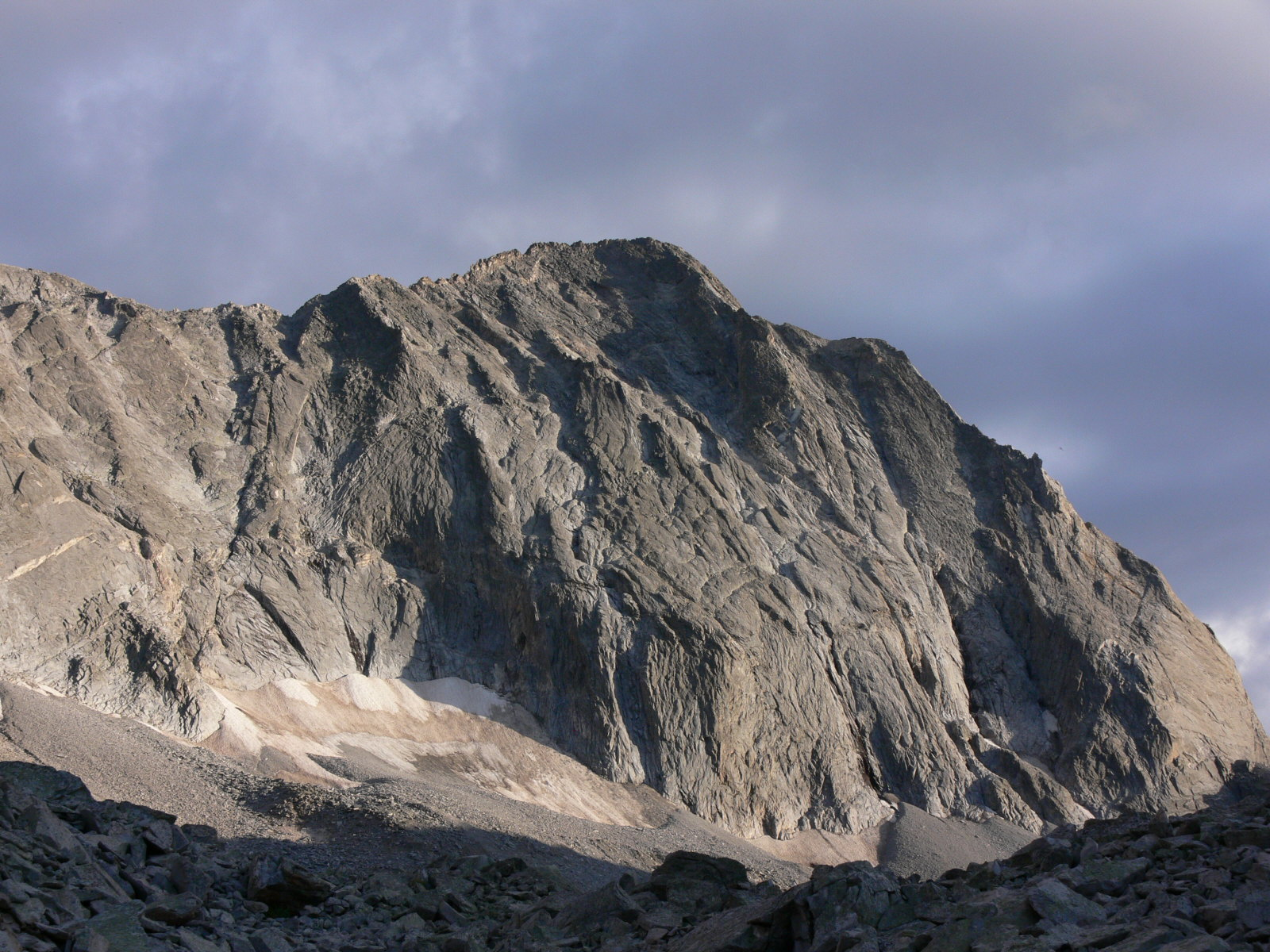
Le pic Capitol, vu depuis le lac Capitol.
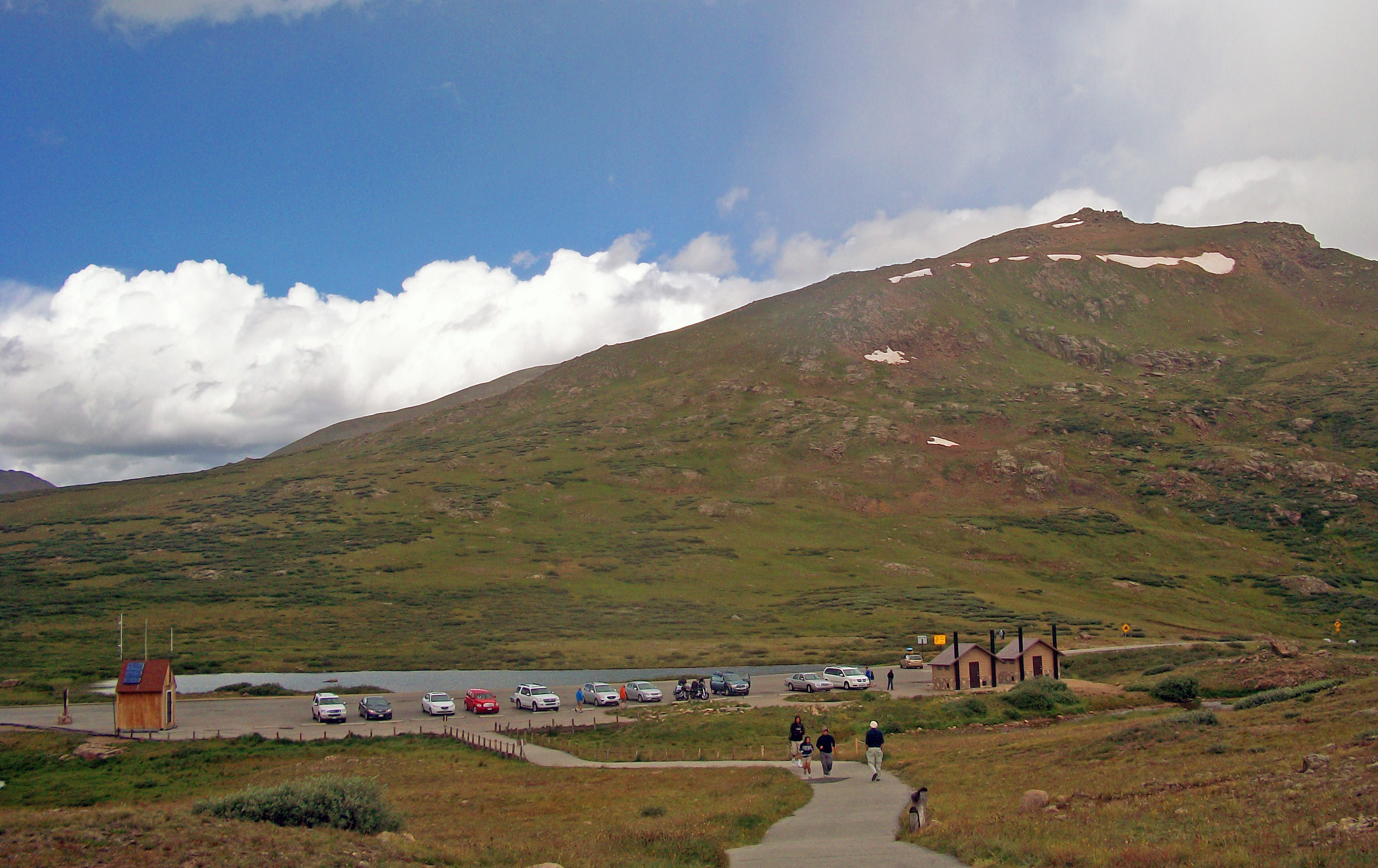
Le col Independence, à la limite avec le Comté de Lake.
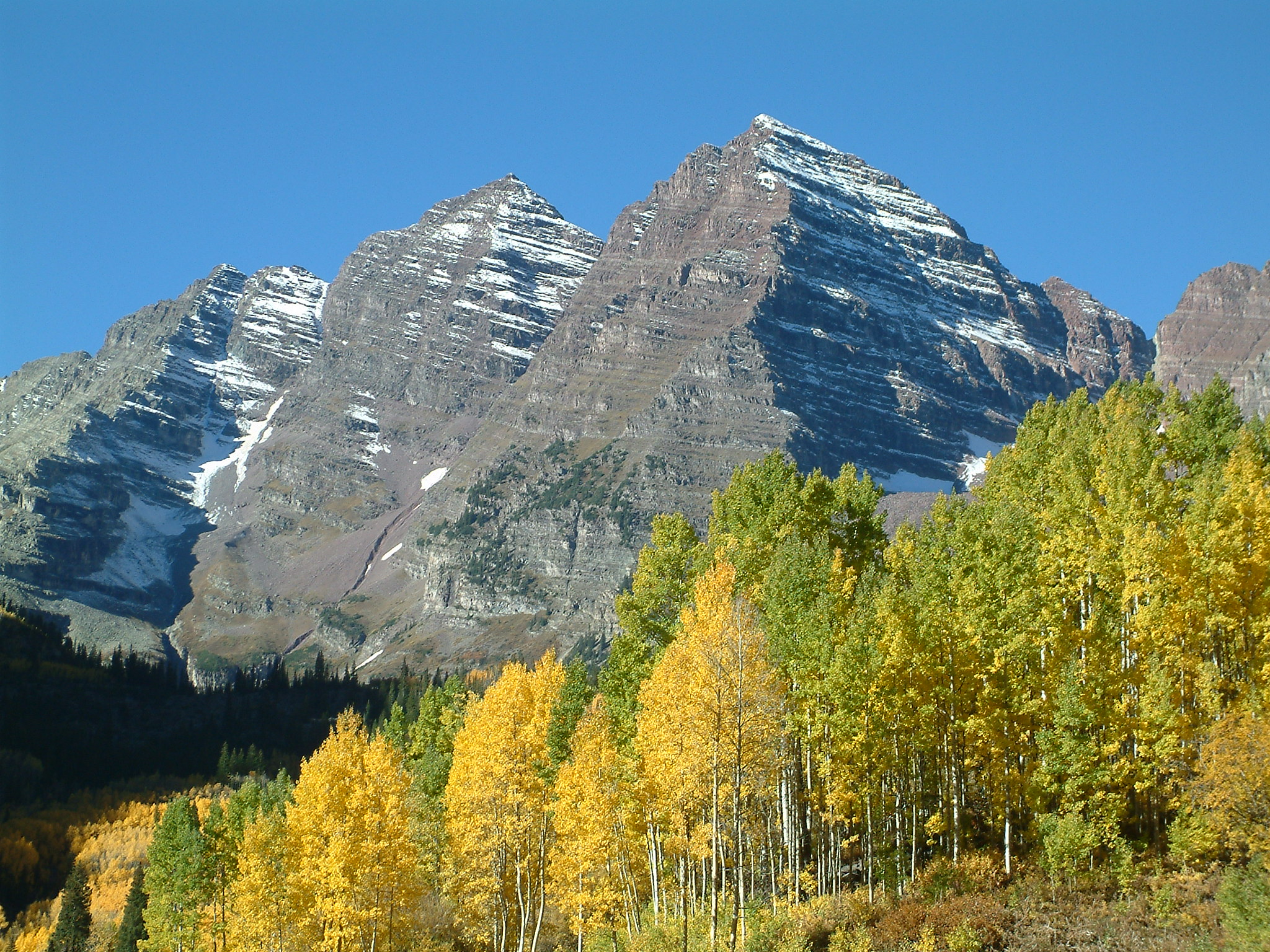
Les sommets des Maroon Bells.
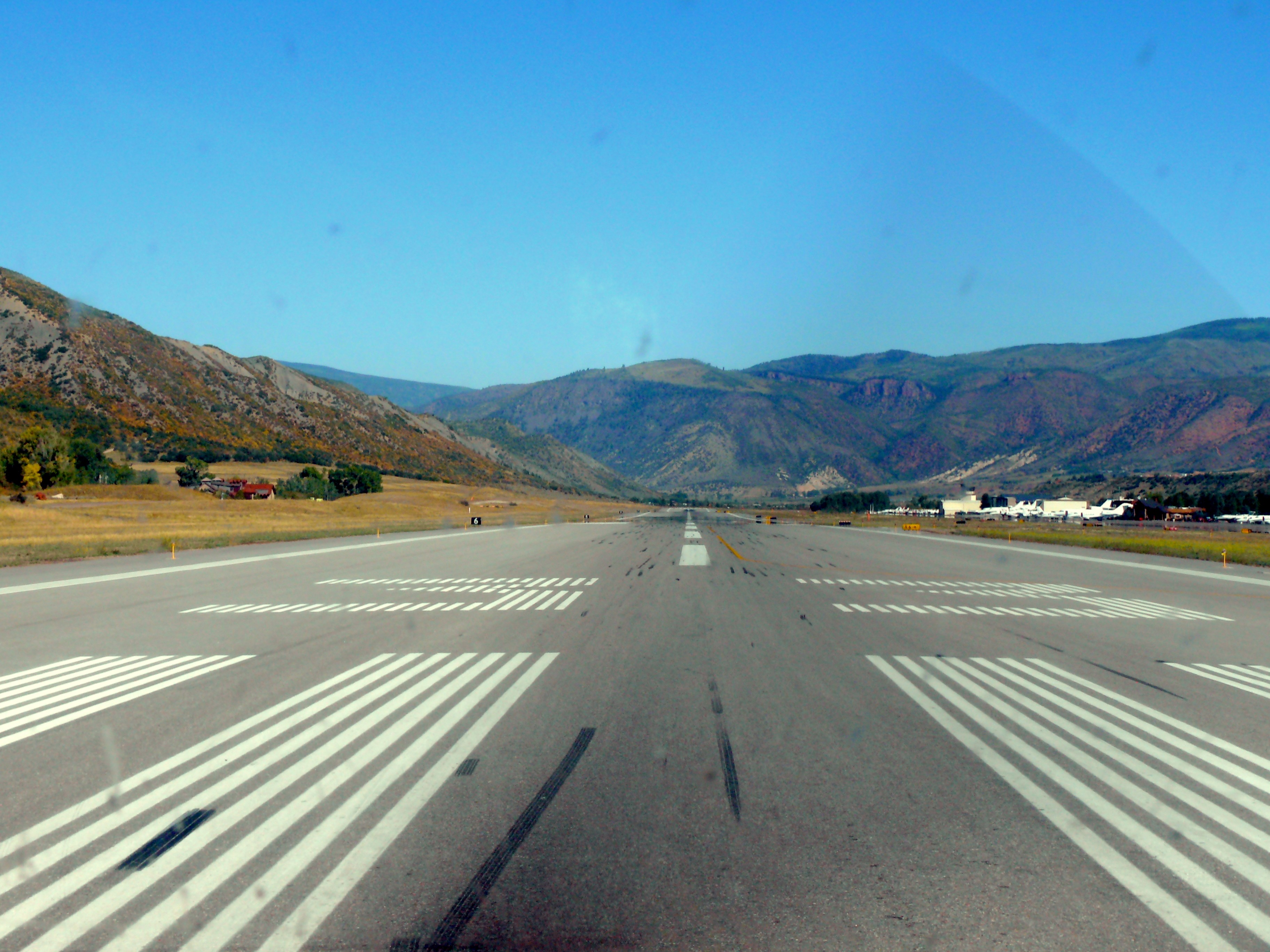
L'aéroport d'Aspen.
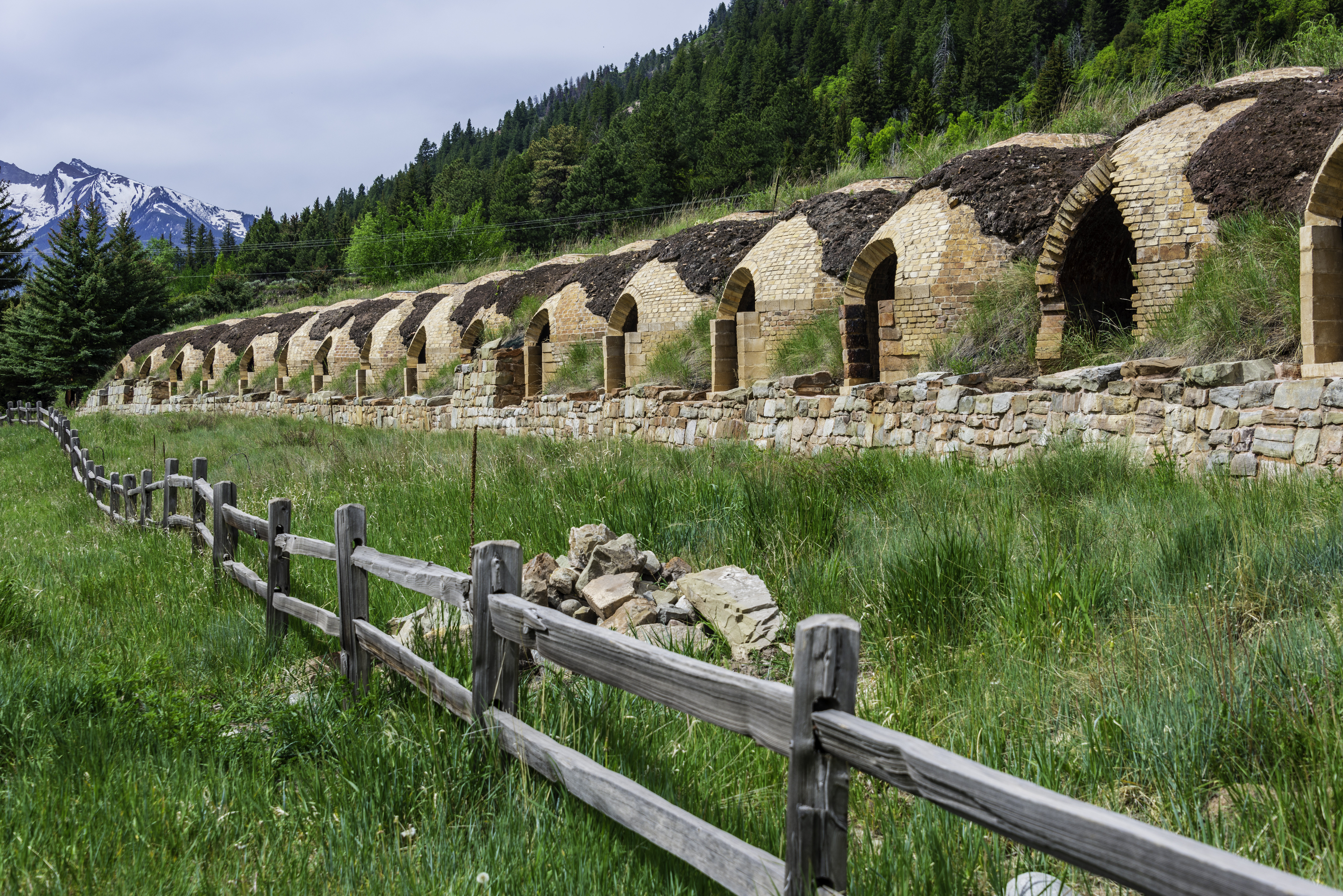
Le district historique de Redstone Coke Oven.
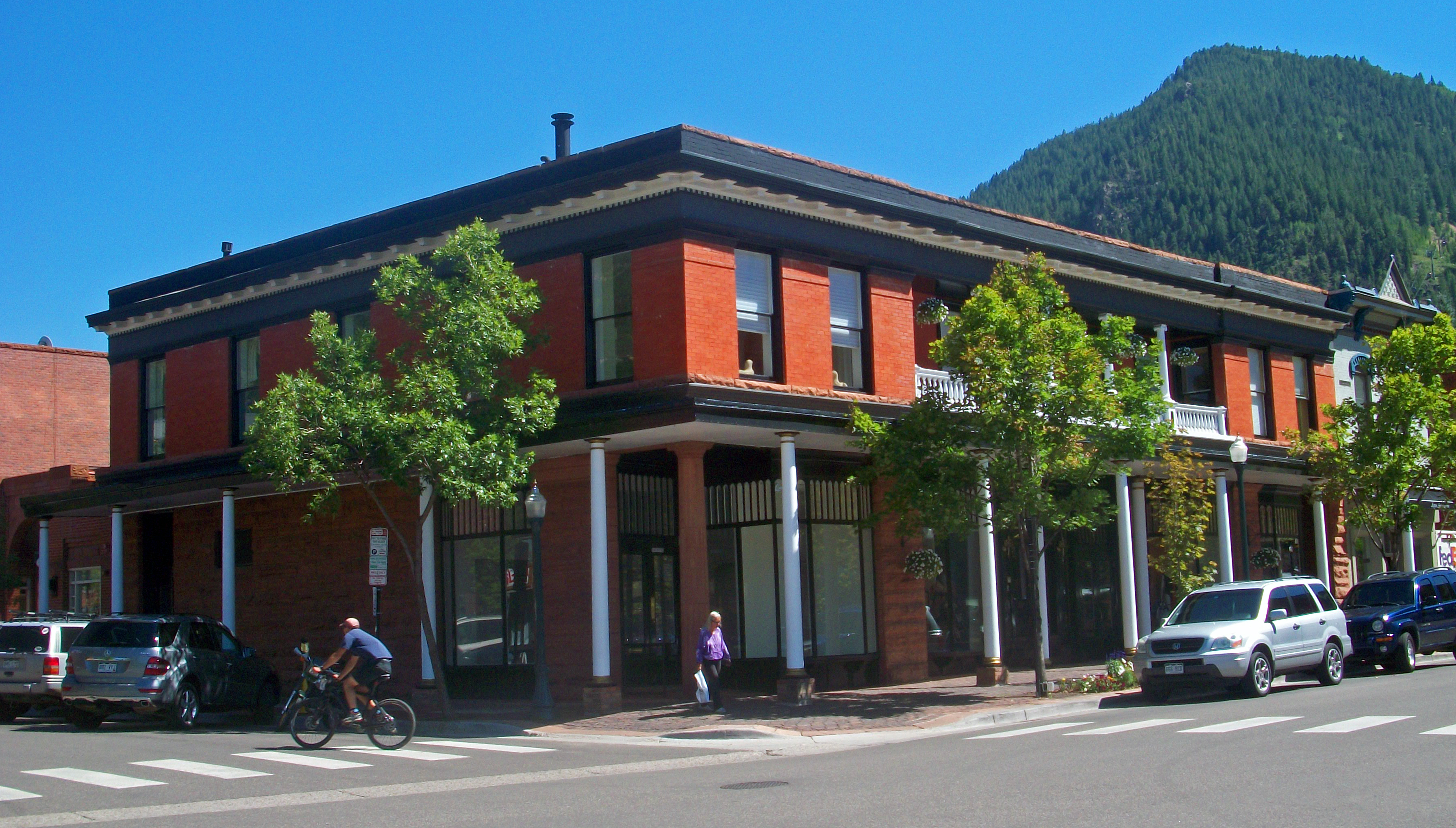
Collins Block, bâtiment d'Aspen.